# Maculonaclia leopardina
Maculonaclia leopardina är en fjärilsart som beskrevs av Rothschild 1911. Maculonaclia leopardina ingår i släktet Maculonaclia och familjen björnspinnare. Inga underarter finns listade i Catalogue of Life.